# WASP-62
WASP-62はかじき座にある10等星である。スペクトル分類ではF型主系列星に位置する。
| 太陽 | WASP-62   |
| ---- | --------- |
| 太陽 | Exoplanet |

## 惑星系
2011年にWASP-62の周囲を公転している惑星が発見された。この惑星は木星の約0.57倍程の質量を持ち、恒星から約0.0567AU離れたところを公転している。
| 名称 （恒星に近い順） | 質量           | 軌道長半径 （天文単位） | 公転周期 (日) | 軌道離心率 | 軌道傾斜角 | 半径           |
| --------------------- | -------------- | ----------------------- | ------------- | ---------- | ---------- | -------------- |
| b (Krotoa)            | 0.57 ± 0.04 MJ | 0.0567 ± 0.0007         | 4.411953      | 0.0        | —          | 1.36 ± 0.06 RJ |

## 名称
2019年、世界中の全ての国または地域に1つの系外惑星系を命名する機会を提供する「IAU100 Name ExoWorldsプロジェクト」において、WASP-62は南アフリカ共和国に割り当てられる系外惑星系となった。このプロジェクトは、「国際天文学連合100周年事業」の一環として計画されたイベントの1つで、南アフリカ共和国内での選考、国際天文学連合 (IAU) への提案を経て、太陽系外惑星とその母星に固有名が承認されるものであった。2019年12月17日、IAUから最終結果が公表され、WASP-62はNaledi、WASP-62bはKrotoaと命名された。Nalediは、ソト語、ツワナ語、北ソト語で「星」を意味する言葉で、集団に光、喜び、平穏をもたらすことを願って、女性によく付けられる名前でもある。Krotoaは、「アフリカの母」とも言われるコイコイ人の女性で、オランダ植民地時代にコイコイ人とオランダ人の橋渡しに奔走した。